# Боровуха (Україна)
Борову́ха — село в Україні, у Самарівській сільській громаді Ковельського району Волинської області. Населення становить 117 осіб.

## Історія
У 1906 році хутір Леликівської волості Ковельського повіту Волинської губернії. Відстань від повітового міста 68 верст, від волості 12. Дворів 27, мешканців 101.
До 17 травня 2017 року село підпорядковувалось до Самарівської сільської ради Ратнівського району Волинської області.

## Населення
Згідно з переписом УРСР 1989 року чисельність наявного населення села становила 157 осіб, з яких 76 чоловіків та 81 жінка.
За переписом населення України 2001 року в селі мешкало 114 осіб. 100 % населення вказало своєю рідною мовою українську мову.